# Bicycle Day
Dzień Roweru – nieoficjalne święto rewolucji psychodelicznej obchodzone 19 kwietnia na pamiątkę pierwszego tripu psychodelicznego na LSD, jaki przeżył dr Albert Hofmann w 1943 r., w trakcie powrotu rowerem do domu z Sandoz Labs. Święto to zazwyczaj świętuje się poprzez przyjmowanie substancji psychodelicznych i jazdę na rowerze, czasami w formie parady, a często także poprzez uroczystości o tematyce psychodelicznej . Święto to zostało po raz pierwszy ogłoszone w 1985 roku przez Thomasa Robertsa, profesora psychologii na Northern Illinois University, ale prawdopodobnie było obchodzone przez entuzjastów psychodelików od początku ery psychodelików, a w kulturze popularnej jest obecne co najmniej od 2004 roku.

## Historia
19 kwietnia 1943 roku Albert Hofmann przyjął 0,25 miligrama (250 mikrogramów) LSD. Po upływie jednej lub dwóch godzin Hofmann zauważył powolne i stopniowe zmiany w swoim postrzeganiu. Poprosił swojego asystenta laboratoryjnego, aby odprowadził go do domu. Ze względu na ograniczenia w korzystaniu z samochodów spowodowane wojną, podróż tę odbyli rowerem . W drodze Hofmann zaczął się niepokoić, gdyż obiekty w jego polu widzenia drżały i zniekształcały się, jakby oglądał je w wypukłym lustrze. Po powrocie do domu stan Hofmanna się pogorszył i pojawiły się stany lękowe. Na przemian myślał, że jego sąsiadka jest złowrogą czarownicą, że on sam popada w obłęd i że zatruł się LSD. Kiedy jednak przybył lekarz, nie stwierdził żadnych fizycznych nieprawidłowości, oprócz mocno rozszerzonych źrenic. Hofmann nabrał otuchy i wkrótce jego przerażenie zaczęło ustępować miejsca poczuciu szczęścia i radości, jak później napisał:

... Powoli zaczynałem cieszyć się niespotykanymi wcześniej kolorami i grą kształtów, które trwały za moimi zamkniętymi oczami. Kalejdoskopowe, fantastyczne obrazy zalewały mnie, zmieniając się, różnorodne, otwierające się i zamykające w kręgach i spirali, wybuchające kolorowymi fontannami, przebudowującymi się i mieszającymi w ciągłym przepływie...

Wydarzenia tej pierwszej podróży na LSD, znanej dziś jako „Bicycle Day”, która wydarzyła się w trakcie i po powrocie na rowerze do domu pokazały Hofmannowi, że rzeczywiście dokonał znaczącego odkrycia: odkrył substancję psychoaktywną o niezwykłej sile, zdolną do wywołania znaczących zmian świadomości przy niewiarygodnie małych dawkach. (Termin „trip” został po raz pierwszy użyty przez naukowców armii USA w latach 50. XX wieku, kiedy eksperymentowali oni z LSD.) Hofmann przewidywał, że substancja ten będzie silnym narzędziem psychiatrycznym; ze względu na jego intensywną i introspekcyjną naturę nie wyobrażał sobie, aby ktokolwiek mógł go używać rekreacyjnie. Bicycle Day jest coraz częściej obchodzony w społecznościach psychodelicznych jako święto upamiętniające odkrycie LSD.
Początki obchodów Dnia Roweru sięgają 1985 roku, kiedy to Thomas B. Roberts, wówczas profesor na Northern Illinois University, wymyślił nazwę „Bicycle Day”, organizując pierwsze obchody w swoim domu. Kilka lat później wysłał znajomym i na listy internetowe ogłoszenie napisane przez jednego ze swoich uczniów, rozpropagowując w ten sposób ideę i święto.